# Vladimír Nedoma
Ing. Vladimír Nedoma (* 1888, Praha) byl autobusový dopravce ze Zbraslavi. Provozoval za první republiky autobusovou dopravu a je známý jako výrazný konkurent Elektrických podniků hl. m. Prahy, který měl kvůli nedodržování předpisů regulujících provozování autobusové dopravy opakované konflikty s úřady. Je označován za jednoho z předních a zároveň nejkontroverznějších soukromých autobusových dopravců v Praze v období před druhou světovou válkou. Než začal podnikat v autobusové dopravě, byl dílovedoucím autosprávkárny na Zbraslavi II č. 79, kde pak sídlil i jeho autobusový podnik.

## Historie autobusové dopravy
4. března 1927 požádal o koncesi pro „periodickou dopravu osob automobilovými omnibusy“ v trase Praha (Reprezentační dům) – Smíchov – Zlíchov – Chuchle – Zbraslav – Štěchovice – Slapy – Nový Knín. Ještě před rozhodnutím o žádosti začal 25. června 1927 bez koncese provozovat dopravu v trase Praha – Zbraslav. O koncesi na trasu Praha – Zbraslav žádaly v březnu 1927 též Elektrické podniky hl. m. Prahy, a proti neoprávněnému provozování dopravy pak protestovaly. Zemská správa politická v Praze však v září 1927 žádost o koncesi projednala a 29. listopadu 1927 Nedomovi požadovanou koncesi udělila. Elektrickým podnikům zemská správa žádost o koncesi zamítla s odůvodněním, že již je o dopravu na Zbraslav dostatečně postaráno. Koncem roku 1930 jezdily dva autobusy v trase Karlovo náměstí – Štěchovice, jeden v trase Karlovo náměstí – Nový Knín, dva v trase Jungmannovo náměstí – Zbraslav a jeden údajně v trase Zlíchov – Velká Chuchle. Vzhledem k tomu, že v koncesi byla trasa linky popsaná jen letmo, nedokázaly úřady posoudit, zda linka zajíždějící ve Velké Chuchli až do obce koncesi porušuje. V září 1930 (podle jiného zdroje od roku 1931) byla všeobecně upravena stanoviště dálkových linek v Praze a Nedomovy linky byly zkráceny ke Štefánikovým kasárnám na Smíchově (dnešní náměstí Kinských). Pražský magistrát v roce 1931 vydal vyhlášku, kterou se snažil usměrnit umístění zastávek v Praze, avšak protože vyhláška byla v rozporu s koncesemi vydanými zemskými úřady, Nejvyšší správní soud ji v roce 1934 zrušil.
V květnu 1928 začal Nedoma bez koncese provozovat jedním autobusem Škoda autobusovou dopravu z Jungmannova náměstí do Modřan, s jízdným 4 Kč. Elektrické dráhy si opakovaně stěžovaly, například u policejního ředitelství. Nedoma na policejním ředitelství vypověděl, že o koncesi již magistrát dávno požádal. Magistrát se Nedomovou žádostí zabýval v září 1928. O výsledku vyřízení Nedomovy žádosti o koncesi se doklady nedochovaly, ale z pozdějších zpráv se zdá, že byla zamítnuta a Nedoma dopravu pravděpodobně na čas zastavil. V roce 1928 zemský úřad zamítl žádost Elektrických podniků o koncesi na autobusovou dopravu Praha – Zbraslav s odůvodněním, že „jest o dopravu na Zbraslav dostatečně postaráno soukromými podnikateli a autobusy ČSD“.
Mezitím 18. října 1929 zavedly Elektrické podniky svou vlastní linku „L“ z Braníka do Hodkoviček a od 1. června 1930 ji prodloužily do Modřan k čáře potravní daně. Jak popisují Elektrické dráhy ve své další stížnosti u živnostenského referátu z 25. srpna 1930, od 16. srpna 1930 Nedoma začal dvěma autobusy provozovat dopravu v úseku Braník – Modřany, přičemž jeho autobusy zastavují ve všech zastávkách Elektrických podniků včetně konečné v Braníku, ležící na pozemku EP, a jezdí těsně před autobusy Elektrických podniků, čímž mu přebírají cestující. Podobně si Elektrické podniky stěžovaly opakovaně a Nedoma byl živnstenským úřadem pokutován. Jízdní řád platný od 1. září 1930 dokládá, že na Nedomově lince jezdilo ve všední dny 29 párů spojů z Čechovy čtvrti do zastávky U křížku a zpět, a v sobotu odpoledne a v neděli jezdily v patnáctiminutových intervalech v trase z Tylova náměstí do zastávky U křížku. Jízdné bylo sníženo na 2 Kč. Od 30. prosince 1930 na 1,50 Kč, což už bylo obecně považováno za dumpingovou cenu, linka v té době jezdila až do centra Prahy na Jungmannovo náměstí a u Elektrických podniků stála v té době jízda s přestupem 1,70 Kč. V červenci 1931, kdy již Nedomova linka nejezdila, magistrátní živnostenský referát udělil Nedomovi za porušení živnostenského řádu spočívajícího v provozování dopravy bez koncese pokutu 500 Kč.
Poté, co Nedoma svou dopravu na modřanské lince zastavil, začal do Modřan, rovněž bez koncese, jezdit čtyřmi autobusy Jan Holub, švagr Vladimíra Nedomy přičemž zachoval i Nedomovy ceníky. Když se úřady začaly jeho případem zabývat, 16. listopadu 1931 Holub provoz této linky zastavil a další své aktivity přesunul do Břevnova (1933 do Ruzyně), kde postupoval podobně. Podle jiného zdroje těchže autorů jezdil Holub v této trase v letech 1928–1930 a po něm v roce 1931 opět a bez koncese Vladimír Nedoma.
Koncem roku 1930 nabídl Nedoma svou firmu, zahrnující 8 autobusů, garáže na Zbraslavi, Elektrickým podnikům, a to za 1,43 milionu Kč, a dalších 15 tisíc Kč měsíčně za koncesi na štěchovickou linku a údajné výlučné stanovištní místo ve Velké Chuchli. Elektrické podniky hl. m. Prahy nabídku odmítly.
Elektrické podniky kritizovaly Nedomu také za to, že nedodržuje osmihodinovou pracovní dobu řidičů, ale řidiči pracují na témž voze po celý provozní den, a údajně i údržba autobusů byla téměř nulová. Vozy musely mezi linkami různě přejíždět.
Po roce 1935 je obecně o autobusové dopravě málo dochovaných dokumentů, protože byla liberalizována a směla být provozována bez koncese. V roce 1936 již linku na Zbraslav provozovaly i Elektrické podniky, přičemž v této relaci si konkurovalo mnoho firem včetně Nedomovy.
Další a poslední dochovaný doklad o existenci Nedomovy linky a podniku se vztahuje k datu 10. října 1939, kdy byl z důvodů válečných opatření omezen provoz na dva páry spojů na lince Praha – Nový Knín, přičemž navíc byly zřízeny spoje Nový Knín – Davle, Nový Knín – Měchenice, Štěchovice – Měchenice, Slapy – Měchenice a Čím – Měchenice s návazností na železnici. Nadále byla v provozu linka Praha – Zbraslav, na níž některé spoje končily na náměstí, 5 spojů jezdilo až do Lipan (dnes Lipence) a některé ke Kostrounkům. V Praze končily spoje mimo špičku v Hlubočepích a ve špičce jezdily až na Smíchov na Štefánikovo náměstí. Krom toho 10 párů spojů jezdilo ze Štefánikova náměstí do Velké Chuchle.

## Podnik a nucená správa
Zázemí podniku tvořila nemovitost s adresu Zbraslav II, č. 79 (dnes Žitavského čp. 501), k níž patřila budova s šesti obytnými místnostmi s příslušenstvím, garáž pro 7 autobusů o užitné ploše 24×10 metrů a větší pozemek.
Vozový park v roce 1930, kdy Nedoma nabízel podnik k odkoupení, představovalo 8 autobusů: 2 autobusy Škoda 550, 1 autobus Škoda 125, 1 autobus Škoda 505, 1 autobus Praga NO a 1 autobus Fiat 510 karosovaný jako hotelový vůz pro 10 osob.
Nedoma dlužil necelých 125 tisíc Kč za čtyři autobusy značky Škoda. Proto byla 27. srpna 1931 na jeho podnik s názvem „Koncesovaná autobusová doprava osob na trati Praha – Zbraslav – Štěchovice – Nový Knín Vladimíra Nedomy“ uvalena na základě žaloby výrobce nucená správa.
Správcem koncese se stal Otto Pick. Ten navrhl Elektrickým podnikům, aby svými vozy převzaly provoz na lince Praha – Nový Knín na účet vnucené správy a pod dozorem vnuceného správce koncese, přičemž by měsíčně platily 2500 Kč ve prospěch věřitelů Nedomovy firmy. Elektrické podniky návrh odmítly, v té době ještě nebylo vyřízeno jejich odvolání proti zamítnutí koncese na jejich vlastní linku na Zbraslav. Vnucenými správci byli od roku 1931 do roku 1937 (jiný zdroj uvádí jen doklad z roku 1936) Václav Dudek ze Zbraslavi (který v roce 1932 provozoval autobusovou dopravu ze Smíchova do Velké Chuchle), a od roku 1937 Václav Kryml. Zdá se, že kolem roku 1937 podnik pod nucenou správou úspěšně fungoval. Poslední doložená zpráva o podniku je z roku 1939, další jeho osud není znám.